# Matutinus lautipes
Matutinus lautipes är en insektsart som först beskrevs av Stsl 1858.  Matutinus lautipes ingår i släktet Matutinus och familjen sporrstritar. Inga underarter finns listade i Catalogue of Life.